# František Kušnír
František Kušnír je bývalý slovenský fotbalista, záložník.

## Fotbalová kariéra
V československé lize hrál za Tatran Prešov. Nastoupil ve 133 ligových utkáních a dal 16 gólů.

## Ligová bilance
| Ročník                                     | Zápasy | Góly | Klub              |
| ------------------------------------------ | ------ | ---- | ----------------- |
| Celostátní československé mistrovství 1950 | -      | 5    | Dukla Prešov      |
| Mistrovství československé republiky 1951  | -      | 6    | ČSSZ Dukla Prešov |
| Mistrovství československé republiky 1952  | -      | 3    | ČSSZ Prešov       |
| Přebor československé republiky 1953       | 13     | 0    | Tatran Prešov     |
| Přebor československé republiky 1954       | 18     | 1    | Tatran Prešov     |
| Přebor československé republiky 1955       | 15     | 1    | Tatran Prešov     |
| 1. československá fotbalová liga 1956      | 10     | 0    | Tatran Prešov     |
| CELKEM                                     | 133    | 16   |                   |